# Karl Wenk (Politiker, 1887)
Karl Wenk (* 1887; † 1985) war ein deutscher Kommunalpolitiker und von 1946 bis 1950 Oberbürgermeister von Freital.
Wenk saß seit der Stadtgründung 1921 für die SPD im Freitaler Stadtrat. Er hatte unter anderem das Amt des Kulturdezernenten inne, bevor er 1946 zum Freitaler Oberbürgermeister berufen wurde. Karl Wenk trat die Nachfolge von Arno Hennig an, der aufgrund seiner ablehnenden Haltung bezüglich der Zwangsvereinigung von KPD und SPD zur SED abgesetzt worden war. Er war damit der erste von zehn SED-Bürgermeistern in Freital bis 1990 und gleichzeitig der bis dahin letzte Oberbürgermeister der Stadt. Im Jahr 1950 wurde Wenk aufgrund seiner sozialdemokratischen Vergangenheit durch Kurt Studeny, den früheren Bürgermeister von Rabenau ersetzt, der nur die Amtsbezeichnung „Bürgermeister“ trug.